# 时光之刃
《时光之劍》是一款由Gaijin Entertainment开发，科乐美发行于Xbox360、PlayStation 3、Microsoft Windows、Mac OS X平台的砍杀类型动作冒险游戏。本作是《鬼刃》的精神续作。游戏在北美于2012年3月6日发售，在日本于2012年3月8日发售。之后游戏发布了Windows和Mac OS X版本。Windows版于2012年4月21日公布，Mac OS X版本数日后跟进。

## 追加下载内容
迪斯默尔沼泽（Dismal Swamp）

## 评价
中国大陆《游戏机实用技术》杂志为游戏打出21分。